# Haštalská fara
Haštalská fara v Praze 1 na Starém Městě stojí severozápadně od kostela svatého Haštala na rohu Haštalského náměstí a Anežské ulice, vpravo od bývalé haštalské školy. Je chráněna jako nemovitá kulturní památka České republiky.

## Historie
Historie fary je spojena se sousední haštalskou školou. Dům je v pramenech zmiňován roku 1400. V roce 1404 byl lokalizován na hřbitově u kostela svatého Haštala; v té době byl rozestavěn. Během 16. století k němu byly přikupovány pozemky. Roku 1620 dům, tehdy zvaný „stará barevna“, prodala Voršila Škrétová úředníkům záduší sv. Haštala a ti jej ještě v témže roce nechali upravit na školu. Objekt byl v roce 1689 poškozen francouzským požárem. V roce 1713 byla jeho východní část přeměněna na faru a následně v letech 1741–1743 přestavěna.

## Popis
Patrový dům je postaven na lichoběžníkovém půdorysu. Na jihovýchodní straně je dvorek oddělený zdí od zahrady, která stavbu obklopuje. Do dvora je vchod pískovcovým portálem s uchy. Fasády s dochovaným pozdně barokním vzhledem jsou členěny lisenovými rámci. Na nárožích je výrazná bosáž. Sdružená okna rámuje šambrána s uchy. Na hlavním průčelí je zbytek renesanční psaníčkové omítky se sgrafitem ve štukovém zprohýbaném rámu.
Vstupuje se pravoúhlým kamenným portálkem s uchy; nad ním je segmentový nadsvětlík chráněný mříží. Pak následuje chodba zaklenutá valenou poloeliptickou klenbou s pětibokými výsečemi. Patra spojuje jednoramenné schodiště s plackami nad podestami. Plackovou klenbou jsou zaklenuty i ostatní prostory přízemí, patro je plochostropé. Nad dveřmi do jižního průčelního pokoje byl v omítce odhalen latinský nápis. Dveře v patře mají profilované zárubně a je na nich původní rokokové kování.